# Estadi Guillermo Amor
L'Estadi Municipal Guillermo Amor és un estadi de la ciutat valenciana de Benidorm (Marina Baixa), construït el 1968. El seu antic nom era Estadi Municipal de Foietes o simplement Foietes, però el seu nom va ser canviat el 2010 per Guillermo Amor, un dels esportistes més famosos que ha nascut en la ciutat.
La instal·lació esportiva té una capacitat de 9.000 persones.
L'ús principal de l'estadi és per a donar recer a partits com a local de l'equip de futbol de la ciutat, el Club de Futbol Benidorm, i anteriorment el Benidorm CF. També ha acollit concerts musicals de diversos artistes, entre ells Bruce Springsteen, The Rolling Stones, Elton John, Fito & Fitipaldis o Los Mojinos Escozios.